# Triclema albipicta
Triclema albipicta är en fjärilsart som beskrevs av Talbot 1935. Triclema albipicta ingår i släktet Triclema och familjen juvelvingar. Inga underarter finns listade i Catalogue of Life.